# Do or Die (Grace Jones)
 Do or Die è un singolo della cantante giamaicana Grace Jones pubblicato come singolo di lancio per l'album Fame.

## Descrizione
Il brano, scritto da Jack Robinson e James Bolden, è stato l'unico singolo globale estratto dall'album. 
La versione del singolo è quella di 3:22, a differenza dell'album in cui è inserita la versione extended, con il brano in lingua francese Comme un oiseau qui s'Envole come B-side, incluso come bonus track solo nell'edizione canadese dell'album. 
Il singolo da 12" presenta un mix leggermente più corto (6:15) rispetto alla versione dell'album (6:42), e il lato B con la extended version di Comme un oiseau qui s'Envole.
Il singolo raggiunse la terza posizione della classifica Hot Dance Club Songs di Billboard. 
Nel 1985, la versione edit del brano fu inclusa nella raccolta Island Life.

## Video musicale
Il videoclip ufficiale del brano è tratto da una performance della trasmissione della Rete 2 Stryx, diretta da Enzo Trapani.

## Tracce
- 7" single[5][6]

A. "Do or Die" – 3:22
B. "Comme un oiseau qui s'envole" – 3:10
- 12" single[7][8]

A. "Do or Die" – 6:15
B. "Comme un oiseau qui s'envole" – 4:30

## Classifiche
| Chart (1978)                    | Posizione massima |
| ------------------------------- | ----------------- |
| Canada (Dance/Urban)            | 6                 |
| Spain Top 40 Radio              | 13                |
| United States (Hot Dance/Disco) | 3                 |